# Vägen till Oklahoma
Vägen till Oklahoma (Ruée sur l'Oklahoma) är ett Lucky Luke-album från 1960. Det är det 14:e albumet i ordningen, och har nummer 28 i den svenska utgivningen. 

## Handling
Året är 1889 och Förenta staterna har köpt tillbaka Oklahoma från indianerna för att öppna det för nybyggare. Den 22 april kommer Oklahoma Land Rush genomföras, då nybyggarna släpps in på det nya området för att inta finna ny mark att bosätta sig på. Lucky Luke anlitas för att undvika kaos, och möter trubbel framförallt i Coyote Will, och dennes underhuggare Dopey och Beastly Bill, som är fast beslutna att lyckas ta sig iväg innan rushen inleds, för att på så vis få tag på det bästa områdena.
Under Lukes ledning genomförs dock den 22 april som planerat, och en ny stad, Knalleby, växer upp på den nyss öde Oklahomaslätten. En ny stad betyder dock fortsatta problem, och det visar sig att Lukes uppdrag ännu inte är avklarat.

## Svensk utgivning
- Morris; Goscinny, René, (översättare: Jerk Sander) (1977). Domaren – Vägen till Oklahoma. Lucky Lukes äventyr: 28. Stockholm: Albert Bonniers förlag. Libris 7145410. ISBN 91-0-042011-5
- Andra upplagan, 1984, och tredje upplagan, 1989, Bonniers Juniorförlag. ISBN 91-48-42011-5
- I Lucky Luke – Den kompletta samlingen ingår albumet i "Lucky Luke 1957–1958". Libris 9337874. ISBN 91-7269-422-X
- Den svenska utgåvan trycktes även som nummer 113 i Tintins äventyrsklubb (1993). Libris 7674138. ISBN 91-7904-311-9